# Autovía Ruta de la Plata
La autovía Ruta de la Plata o A-66 es una autovía española que cubre el trayecto entre Gijón y Sevilla. Debe su nombre a la Vía de la Plata, histórica ruta que los romanos construyeron entre Mérida y Astorga, pero solo comparte con ella el nombre, ya que la primera tenía un trazado diferente y más corto. Es la segunda autovía con más kilómetros en España tras la autovía del Mediterráneo (A-7).
Lo que sí comparte es la idea de crear un eje que permita comunicar el oeste peninsular con los puertos del norte y el sur. También es necesaria para los viajes entre el centro de la península ibérica y Asturias, al ser la vía de entrada al Principado desde el interior.
Las localidades más destacadas por las que transcurre son, de norte a sur: Gijón, Oviedo, Mieres, León, Benavente, Zamora, Salamanca, Béjar, Plasencia, Cáceres, Mérida, Almendralejo, Zafra y Sevilla. La A-66 coincide con las Rutas Europeas E-70 entre Gijón y Serín, la E-82 entre el norte y el oeste de Zamora, la E-80 entre el norte y el oeste de Salamanca, la E-803 entre Salamanca y Sevilla y la E-90 entre el norte y el oeste de la ciudad de Mérida (en el trazado compartido con la A-5).
En la actualidad está en servicio todo su recorrido. El tramo entre Campomanes y León corresponde a la autopista de peaje Ruta de la Plata (AP-66).

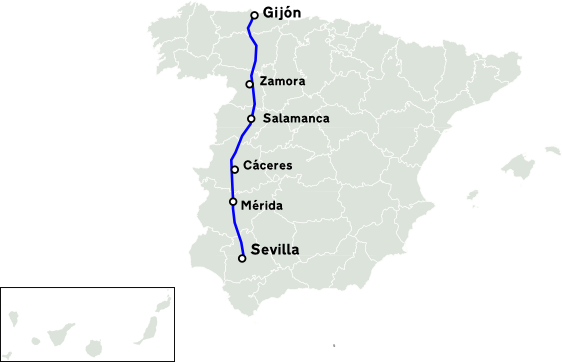

## Recorrido

### A-66 en Asturias
La autovía Ruta de la Plata nace en el inicio de la avenida Sanz Crespo en Gijón, donde se encuentra un hito que marca su inicio. De ahí la autovía sale de Gijón por el rebautizado acceso sur (antes A-66, ahora GJ-81) compartiendo trazado con la A-8 hasta el nudo de Serín donde aparece su primer hito kilométrico (P. K. 12).
Desde este punto la autovía A-66 toma dirección sur hasta su término. Continúa hasta Oviedo, ciudad que circunvala por el este y continúa su camino hacia los valles mineros, con variantes a Mieres (donde enlaza con la autovía AS-I) y Pola de Lena. En este trazado, la A-66 asturiana destaca el túnel del Padrún, que con 1,5 kilómetros es uno de los más largos de la vía. Una vez se sale del túnel la autovía aprovecha el corredor creado por el río Caudal para seguir avanzando en su camino.
Finalmente llega a la localidad de Campomanes, donde termina su tramo asturiano. Se puede continuar en sentido sur por la autopista de peaje AP-66 o por la carretera nacional N-630, que cruza la cordillera Cantábrica por el puerto de Pajares, más lenta y difícil por la gran cantidad de tráfico local y por las dificultades meteorológicas durante los meses invernales, amén de las grandes rampas de la vertiente asturiana que alcanzan algunas valores del 19 % de desnivel. Por su parte, la autopista de peaje AP-66 atraviesa el valle del Huerna y abandona la comunidad asturiana a través del túnel del Negrón, el sexto más largo de España con 4,1 km.

### A-66 en Castilla y León
El enlace de La Virgen del Camino es un gran nudo de comunicaciones que conecta la AP-71, LE-30, AP-66, A-66 y N-120. El tramo entre La Virgen del Camino y Benavente transcurre entre campos de cultivo y siempre con el valle del río Esla a su izquierda, dando servicio a núcleos de población como Valdevimbre, Villamañán, Valencia de Don Juan y Toral de los Guzmanes para llegar finalmente al nudo de Benavente, donde conecta con la A-6, por la que se puede continuar hacia Madrid o La Coruña y con la A-52, que se dirige hacia Orense y Vigo. En la actualidad este tramo cuenta con el honor de ser el que más baches tiene de toda España con más de 1800 en un recorrido de aproximadamente 80 km. 
El tramo entre Benavente y Zamora actualmente ya se encuentra en servicio, inaugurado el 12 de mayo del 2015, tras más de 25 años, como último tramo pendiente y completando con ello todos los tramos de esta autovía. Al llegar al punto kilométrico 269 circunvala Zamora por el este, enlazando con la A-11 y salvando el río Duero mediante un viaducto. Posteriormente se dirige hacia el sur dejando a su paso núcleos como Morales del Vino o el Cubo de la Tierra del Vino. Finalmente llega a Salamanca en donde enlaza con la A-62 y comparte trazado con ella hasta llegar a la circunvalación suroeste donde vuelve a aparecer.

### A-66 en Extremadura

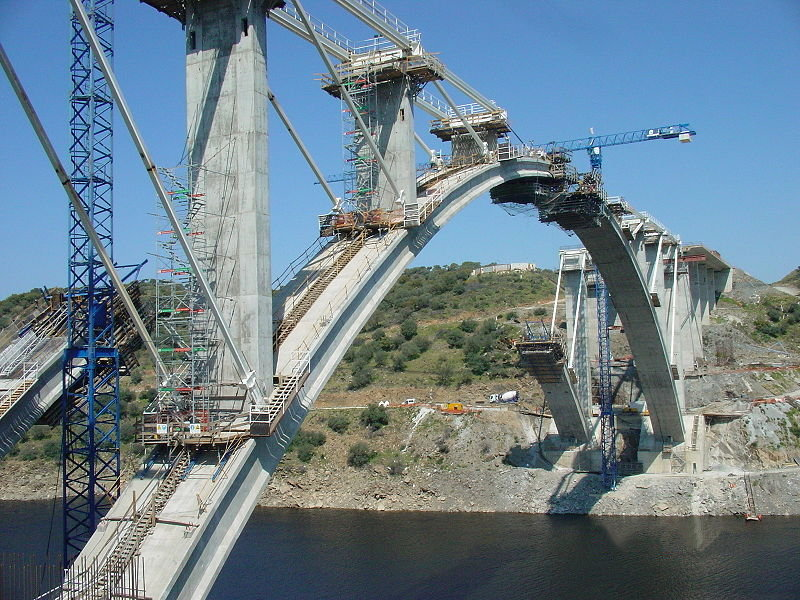
Construcción del viaducto de la autovía A-66 sobre el río Almonte.

Posteriormente contamos con unos 370 km de autovía en servicio hasta Sevilla. Una vez atravesado el puerto de Vallejera y puerto de Béjar, la autovía discurre junto a Plasencia, Cáceres, y Mérida, donde coincide con la A-5 que une Madrid con Lisboa.
Utilizar la A-5 hasta Mérida y enlazar en ella con la A-66, ofrece una ruta alternativa a la A-4 para los viajes entre Madrid y Sevilla, Huelva o Cádiz, con una longitud similar y como alternativa al tradicional paso de Despeñaperros.
La A-66 continúa hacia el sur hacia Almendralejo y Zafra donde enlaza con la N-432 que se dirige hacia Badajoz, Córdoba y Granada. Por último entra en Andalucía a través de la sierra de Tentudía.

### A-66 en Andalucía
La A-66 atraviesa Sierra Morena y entra brevemente en la provincia de Huelva para cruzar la sierra de Aracena, pasando junto a la localidad de Santa Olalla del Cala. Posteriormente entra en la provincia de Sevilla, circunvalando la localidad de El Ronquillo. A la altura de la Venta del Alto se cruza con la N-433, parte de la ruta directa entre Sevilla y Lisboa.
Llegando a Sevilla comparte trazado con la SE-30 hasta superar el puente del Centenario, terminando en la salida 10 de la SE-30, hacia el Puerto Oeste (su trazado original era del Puerto de Gijón al Puerto de Sevilla).
La A-66 acaba en el Puerto de Sevilla, sin embargo, el viaje puede continuar hacia el extremo meridional de la península por la autopista del Sur AP-4 y la A-381 (autovía Jerez-Algeciras), teniendo comunicación por vías de alta capacidad del Puerto de Gijón al Puerto Bahía de Algeciras, el más importante de España, en un eje norte-sur de 925 kilómetros.

## Tramos

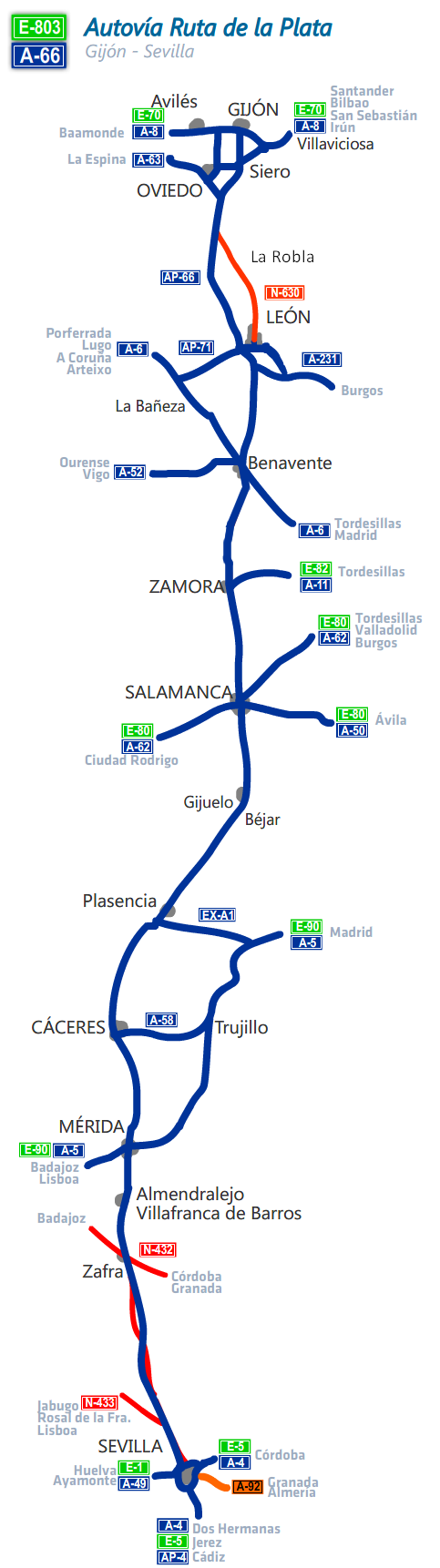
Itinerario de la A-66

| Denominación             | Tramo | Kilómetros                                                        | Año servicio |
| ------------------------ | --- | ----------------------------------------------------------------- | --- |
| GJ-81 E-70 A-8           | Av. del Príncipe de Asturias (Gijón Sur) - Nudo de Serín A-66 | 12                                                                | 1976 |
| A-66                     | Nudo de Serín A-8 - Matalablima O-14 Tramo original: Nudo de Serín A-8 - Matalablima O-14 Subtramo ampliado: Lugones - Matalablima O-14 | 16,6 4,4                                                          | 2 carriles por sentido: 1976 3 carriles por sentido: 2023                                                        |
| A-66                     | Circunvalación Este de Oviedo Tramo: Matalablima O-14 - Otero O-11 Tramo: Otero O-11 - El Cueto O-12 A-63 | 4,2 5                                                             | 1993 |
| A-66                     | El Cueto O-12 A-63 - Las Segadas | 5                                                                 | 1989 |
| A-66                     | Las Segadas - Baíña | 8,7                                                               | 1993 |
| A-66                     | Baíña - Mieres | 3,4                                                               | 1993 |
| A-66                     | Mieres - Santullano | 3                                                                 | 1993 |
| A-66                     | Santullano - Pola de Lena | 9                                                                 | 1993 |
| A-66                     | Pola de Lena - Campomanes | 5                                                                 | 1993 |
| AP-66                    | Autopista de peaje Campomanes-León Tramo: Campomanes - Túnel de Entrerregueras Tramo: Túnel de Entrerregueras - La Magdalena (primera calzada y primeros túneles) Túnel de Entrerregueras (segundo túnel) Tramo: Túnel de Entrerregueras - Túnel de Pando (segunda calzada) Túnel de Pando (segundo túnel) Tramo: Túnel de Pando - Túnel de Vegaviesga (segunda calzada) Túnel de Vegaviesga (segundo túnel) Tramo: Túnel de Vegaviesga - Túnel del Negrón (segunda calzada) Túnel del Negrón (segundo túnel) Tramo: Túnel del Negrón - Túnel de Oblanca (segunda calzada) Túnel de Oblanca (segundo túnel) Tramo: Túnel de Oblanca - Túnel de Barrios (segunda calzada) Túnel de Barrios (segundo túnel) Tramo: Túnel de Barrios - La Magdalena (segunda calzada) Tramo: La Magdalena - La Virgen del Camino | 13 34,5 0,28 0,5 1,4 0,35 0,24 1,7 4,1 4,9 0,67 7,1 1,6 11,7 29,4 | 1983 1990 1991 1997 1987 1990 1987 1993 1987 1983                                                                |
| A-66                     | Valverde de la Virgen AP-66 - Ardón | 17,5                                                              | 2003 |
| A-66                     | Ardón - Villamañán | 14,5                                                              | 2003 |
| A-66                     | Villamañán - Villaquejida | 21                                                                | 2003 |
| A-66                     | Villaquejida - Villabrázaro A-6 A-52 | 11,1                                                              | 2003 |
| A-6                      | Villabrázaro - Castrogonzalo Subtramo: Villabrázaro A-66 A-52 - Benavente Subtramo: Benavente - Castrogonzalo A-66 | 3,8 8,7                                                           | 1998 1993 |
| A-66                     | Castrogonzalo A-6 - Santovenia del Esla | 14,3                                                              | 2015 |
| A-66                     | Santovenia del Esla - Fontanillas de Castro | 17,8                                                              | 2015 |
| A-66                     | Fontanillas de Castro - Zamora Norte A-11 | 16,9                                                              | 2015 |
| E-82 A-66                | Zamora Norte A-11 - Río Duero ZA-12 A-11 | 11,3                                                              | 2007 |
| A-66                     | Río Duero ZA-12 A-11 - Morales del Vino | 11,2                                                              | 2009 |
| A-66                     | Morales del Vino - Corrales del Vino | 6,71                                                              | 2008 |
| A-66                     | Corrales del Vino - El Cubo de Tierra del Vino | 13,6                                                              | 2008 |
| A-66                     | El Cubo de Tierra del Vino - Calzada de Valdunciel | 14,3                                                              | 2009 |
| A-66                     | Calzada de Valdunciel - Salamanca Norte A-62 | 10                                                                | 2008 |
| E-80 A-62 E-80 A-62 A-66 | Circunvalación Norte-Oeste-Sur de Salamanca Tramo: Salamanca Norte A-66 - Salamanca Oeste A-66 Tramo: Salamanca Norte A-66 - Salamanca Oeste A-66 Tramo: Salamanca Oeste A-62 - Salamanca Suroeste SA-20 Tramo: Salamanca Suroeste SA-20 - Salamanca Sur Remodelación Nudo de Buenos Aires ( A-66 con A-62 ) | 5,3 3 2,4 -                                                       | 1 carril por sentido: 1989 2 carriles por sentido: 2006 2006 2007 Proyecto terminado (aprobado provisionalmente) |
| E-803 A-66               | Salamanca Sur - Cuatro Calzadas | 14,5                                                              | 2007 |
| E-803 A-66               | Cuatro Calzadas - Montejo | 14,9                                                              | 2009 |
| E-803 A-66               | Montejo - Guijuelo | 13                                                                | 2009 |
| E-803 A-66               | Guijuelo - Sorihuela | 11                                                                | 2008 |
| E-803 A-66               | Sorihuela - Béjar | 11,5                                                              | 2009 |
| E-803 A-66               | Béjar - Puerto de Béjar (L.P. Salamanca/Cáceres) Subtramo: Béjar - Viaducto Cuerpo de Hombre Subtramo: Viaducto Cuerpo de Hombre Subtramo: Viaducto Cuerpo de Hombre - Viaducto Tranco del Diablo Subtramo: Viaducto Tranco del Diablo Subtramo: Viaducto Tranco del Diablo - Puerto de Béjar | 1 0,58 4,8 0,35 1,27                                              | 2009 2010 2009 2010 2009                                                                                         |
| E-803 A-66               | Puerto de Béjar (L.P. Cáceres/Salamanca) - Aldeanueva del Camino | 18,8                                                              | 2003 |
| E-803 A-66               | Aldeanueva del Camino - Villar de Plasencia | 14,4                                                              | 2008 |
| E-803 A-66               | Villar de Plasencia - Plasencia Norte | 14,3                                                              | 2008 |
| E-803 A-66               | Variante de Plasencia Tramo: Plasencia Norte - Plasencia Sur EX-A1 | 12                                                                | 2008 |
| E-803 A-66               | Plasencia Sur EX-A1 - Cañaveral | 22,3                                                              | 2004 |
| E-803 A-66               | Cañaveral - Hinojal | 14,4                                                              | 2006 |
| E-803 A-66               | Hinojal - Cáceres Norte | 21,4                                                              | 2006 |
| E-803 A-66               | Cáceres Norte - Aldea del Cano | 29,3                                                              | 2006 |
| E-803 A-66               | Aldea del Cano - L.P. Badajoz/Cáceres | 22,3                                                              | 2006 |
| E-803 A-66               | L.P. Cáceres/Badajoz - Aljucén | 8,4                                                               | 2006 |
| E-803 A-66               | Aljucén - Mérida Norte A-5 | 9,9                                                               | 2007 |
| E-90 E-803 A-5           | Variante de Mérida Tramo: Mérida Norte A-66 - Mérida Oeste A-66 | 4,8                                                               | 1992 |
| E-803 A-66               | Mérida Oeste A-5 - Almendralejo | 25,9                                                              | 2002 |
| E-803 A-66               | Almendralejo - Zafra | 32,2                                                              | 2001 |
| E-803 A-66               | Zafra - Fuente de Cantos Norte | 12,4                                                              | 2005 |
| E-803 A-66               | Variante Fuente de Cantos Tramo: Fuente de Cantos Norte - Fuente de Cantos Sur | 11,3                                                              | 2006 |
| E-803 A-66               | Fuente de Cantos Sur - L.P. Huelva/Badajoz | 26,2                                                              | 2007 |
| E-803 A-66               | L.P. Badajoz/Huelva - Santa Olalla del Cala | 8,3                                                               | 2008 |
| E-803 A-66               | Santa Olalla del Cala - L.P. Sevilla/Huelva | 9,6                                                               | 2006 |
| E-803 A-66               | L.P. Huelva/Sevilla - El Ronquillo | 8,6                                                               | 2005 |
| E-803 A-66               | El Ronquillo - Rivera de Huelva | 7,1                                                               | 2008 |
| E-803 A-66               | Rivera de Huelva - Venta del Alto | 7,9                                                               | 2008 |
| E-803 A-66               | Venta del Alto - Gerena | 11,7                                                              | 2003 |
| E-803 A-66               | Gerena - Camas Subtramo: Gerena - La Algaba Subtramo: La Algaba - Camas SE-30 | 4,3 10,4                                                          | 2004 |
| E-803 SE-30 A-66         | Camas A-66 - Nudo de La Peñoleta A-49 (Sevilla Oeste) Tramo original (antigua variante Oeste de Camas) Nuevo tramo (variante Este de Camas) | 2,4 3                                                             | 1977 1992 |

## Salidas

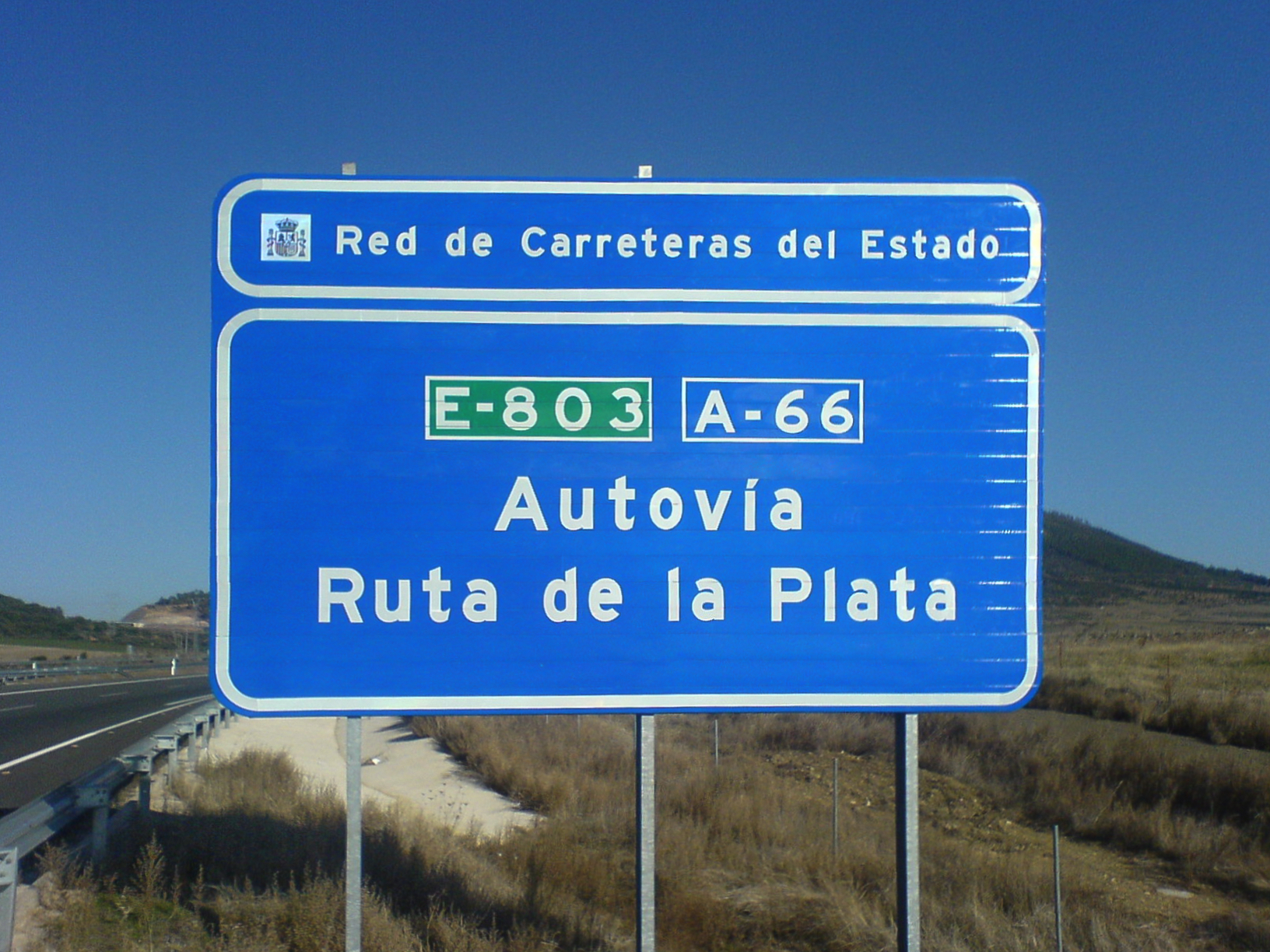
Cartel informativo de la Autovía Ruta de la Plata.

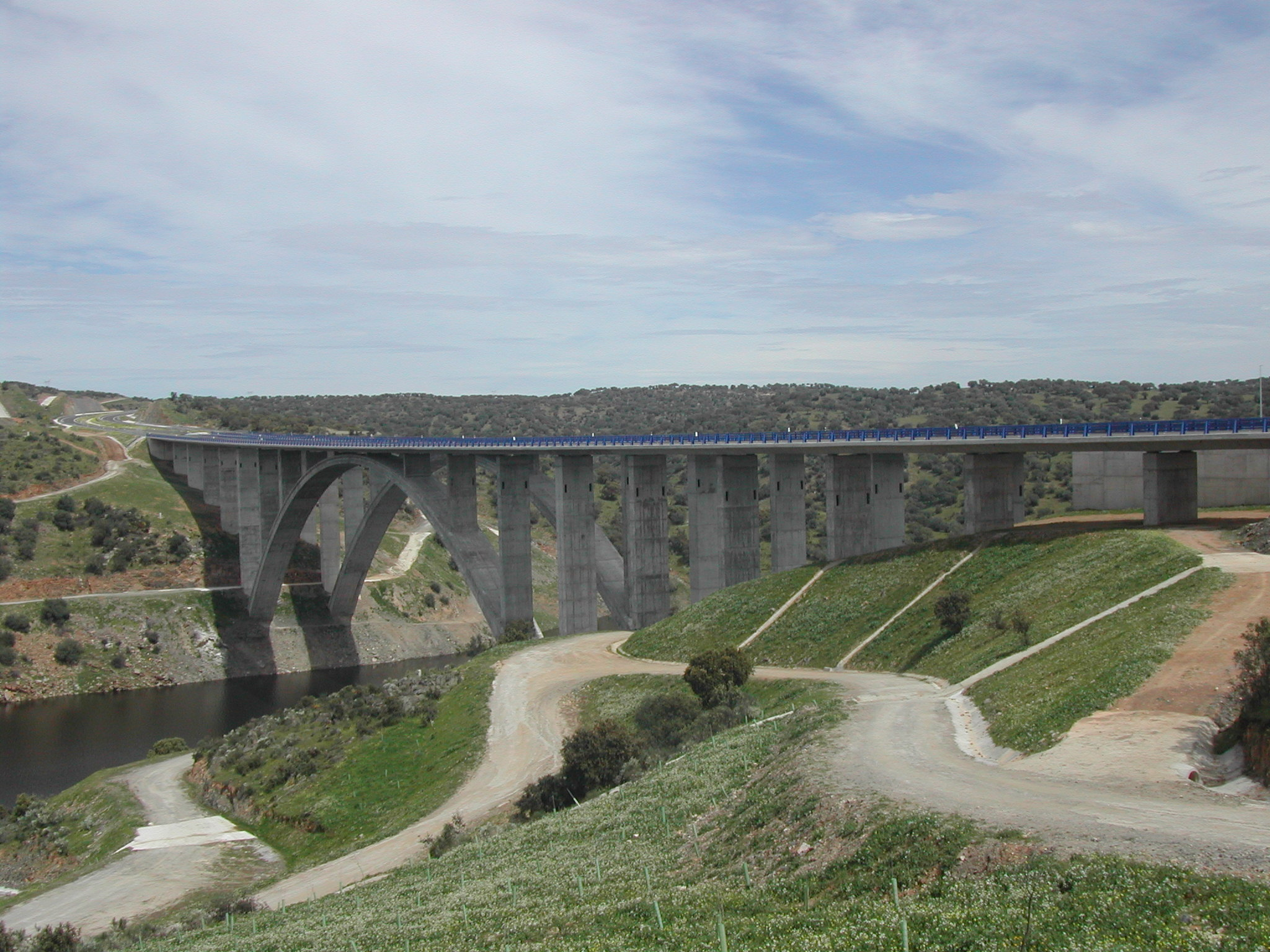
Puente en arco de hormigón sobre el río Tajo o puente de los arcos de Alconétar, en honor al puente romano visible desde la antigua N-630, en la provincia de Cáceres.

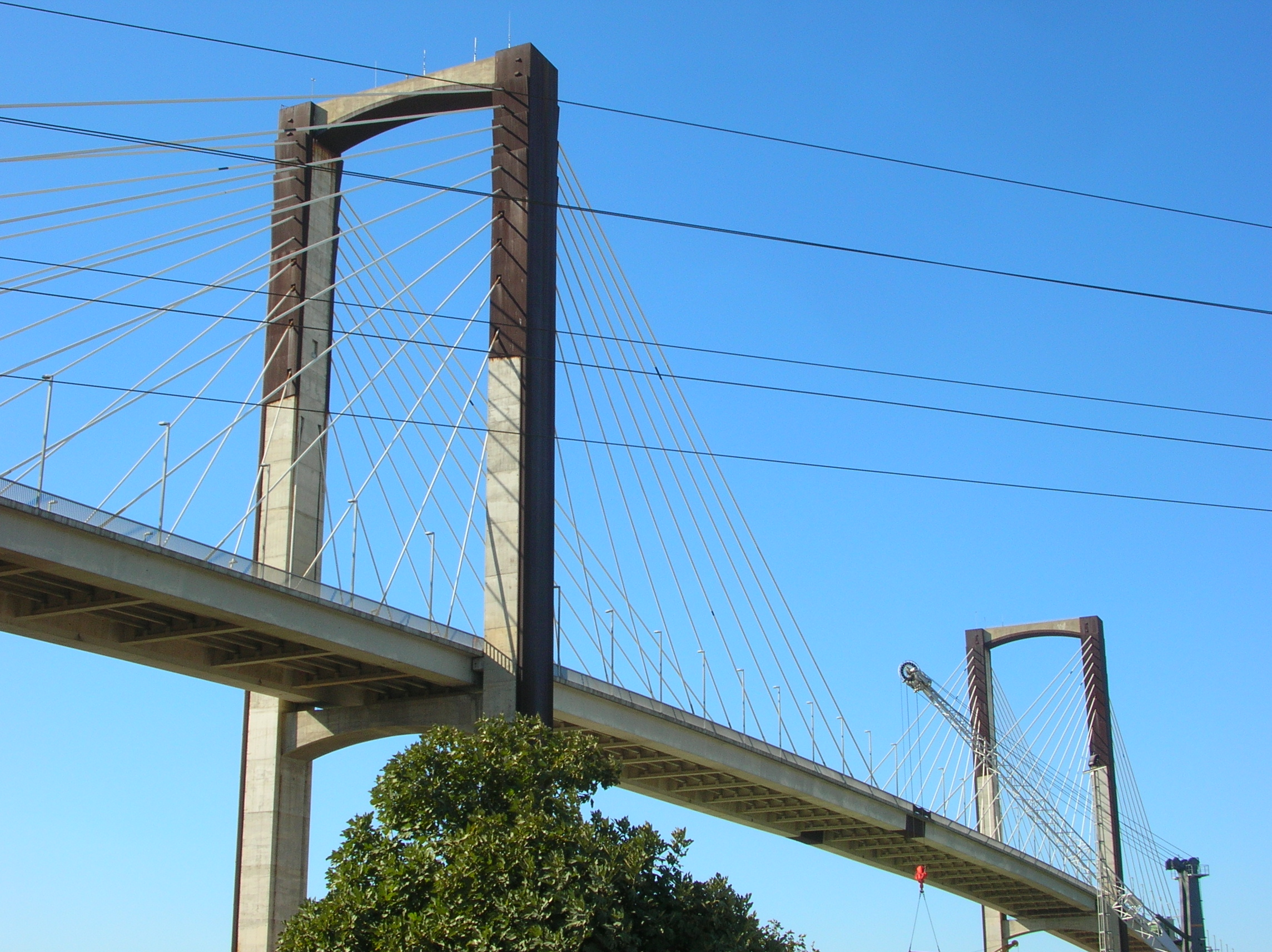
El último tramo de la A-66 en Sevilla corresponde con la SE-30.

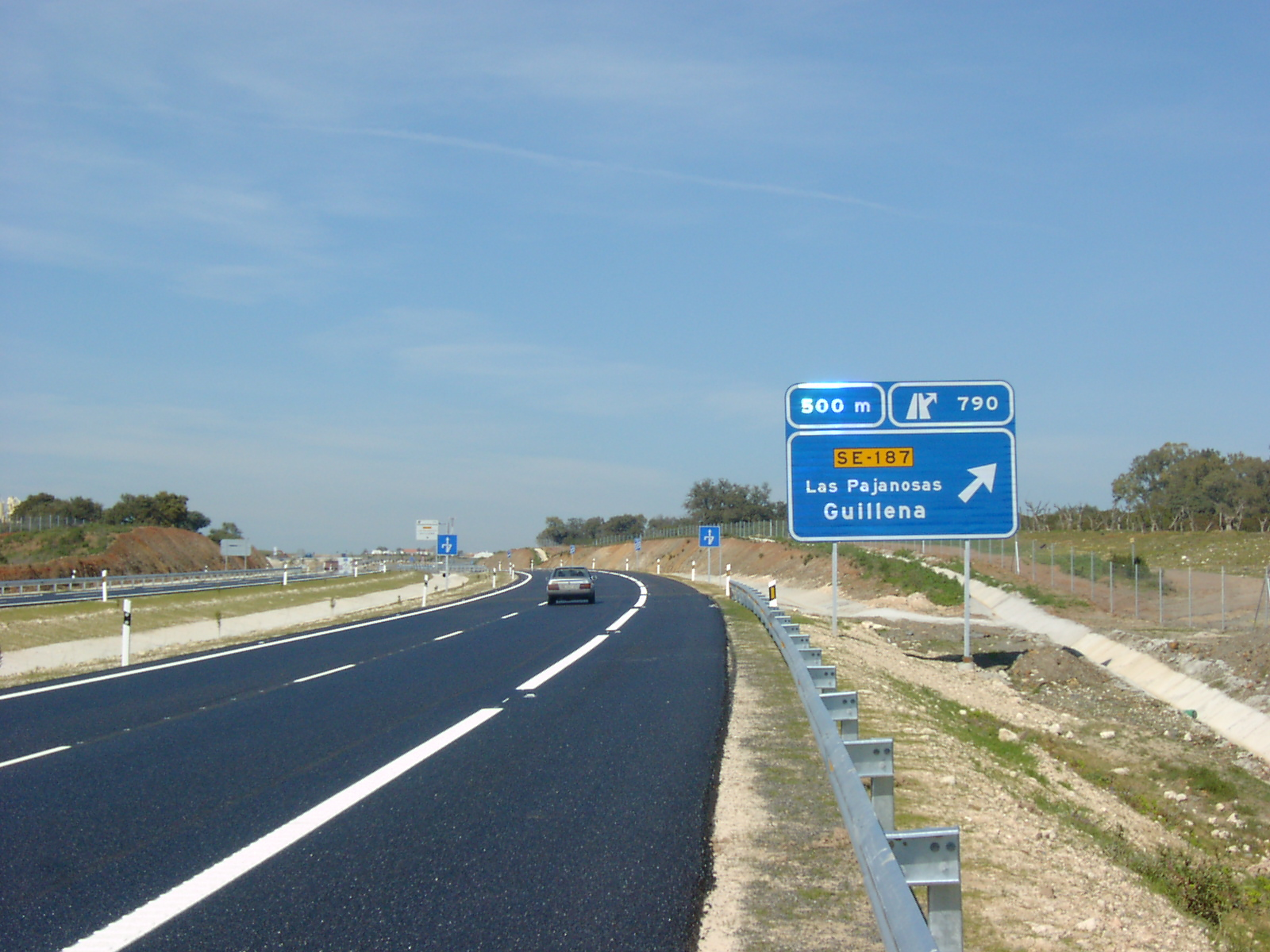
La autovía a su paso por el municipio sevillano de Guillena.

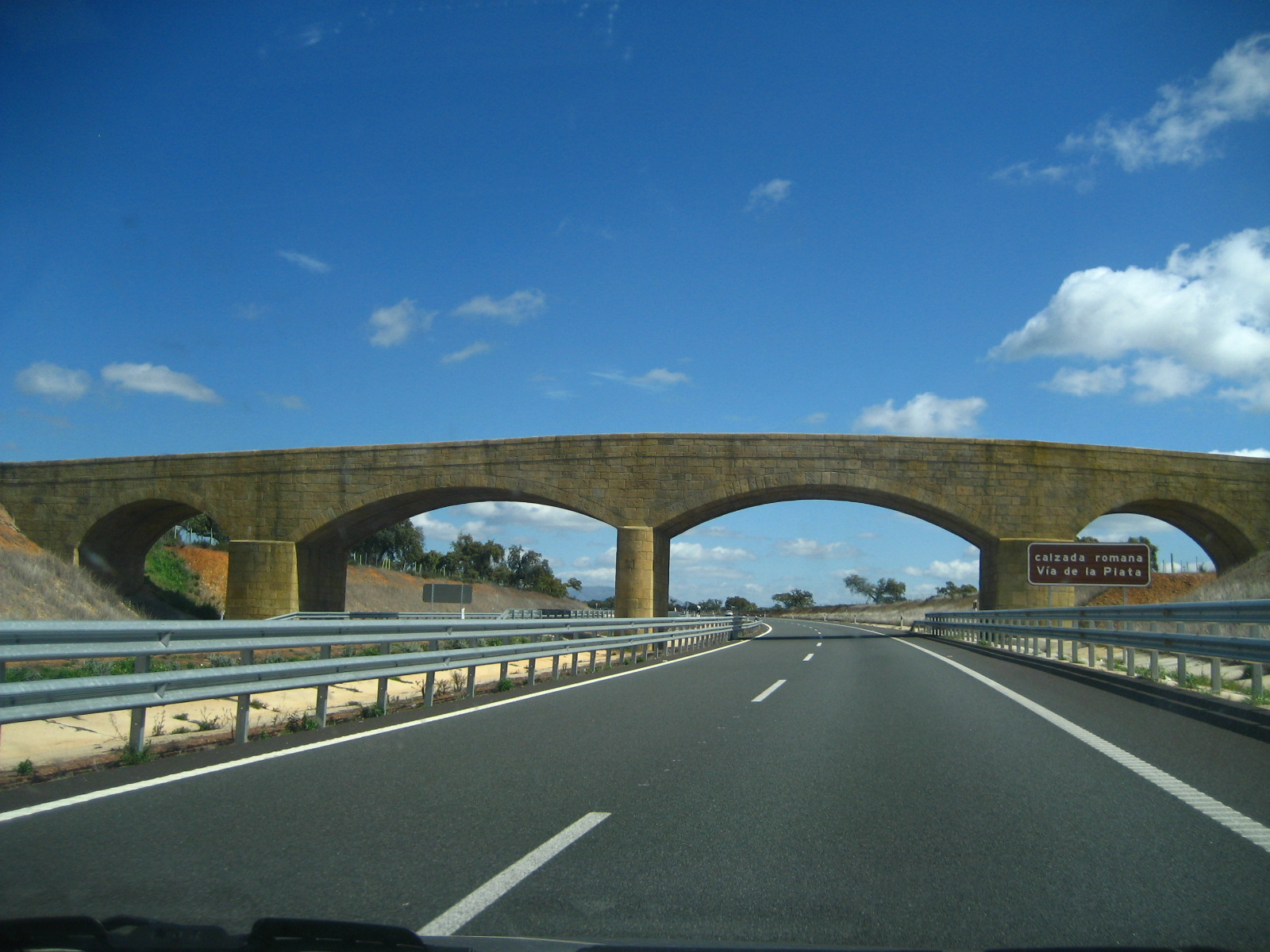
Paso de la autovía sobre una recreación de un antiguo puente de la Vía de la Plata.

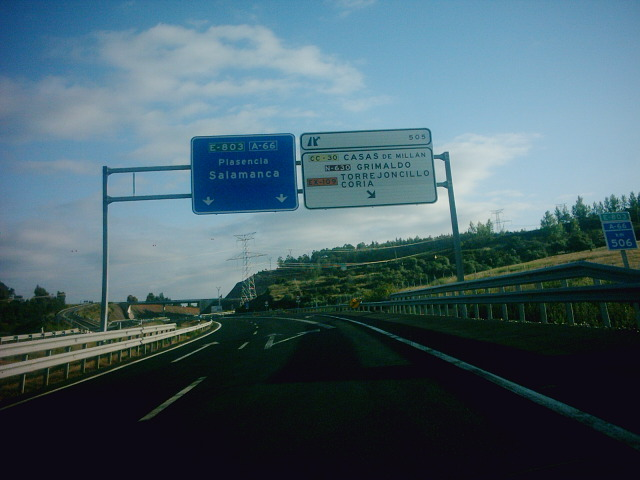
Paso de la autovía por Cañaveral.

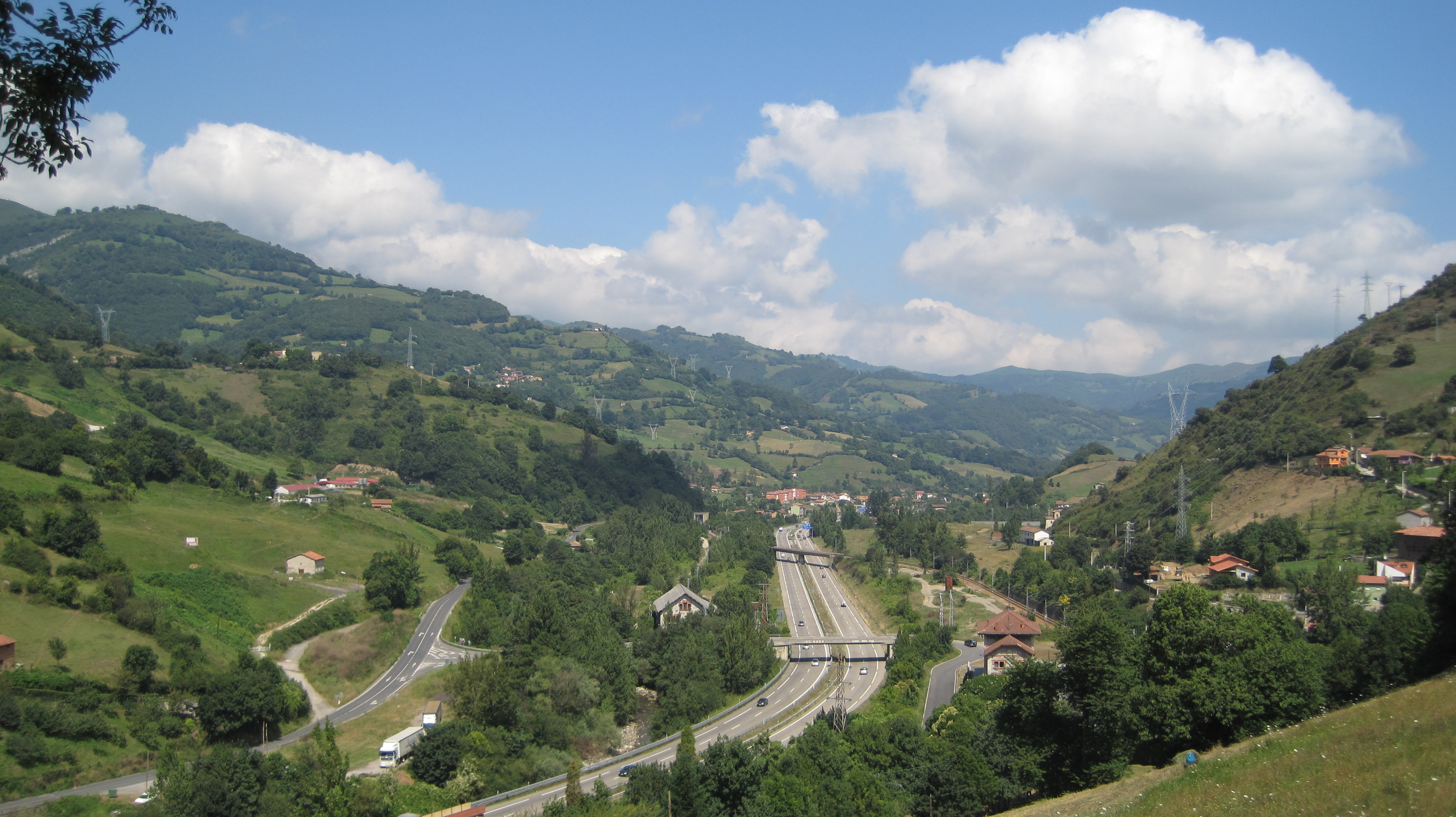
La A-66 vista desde la iglesia de Santa Cristina de Lena, en Asturias.

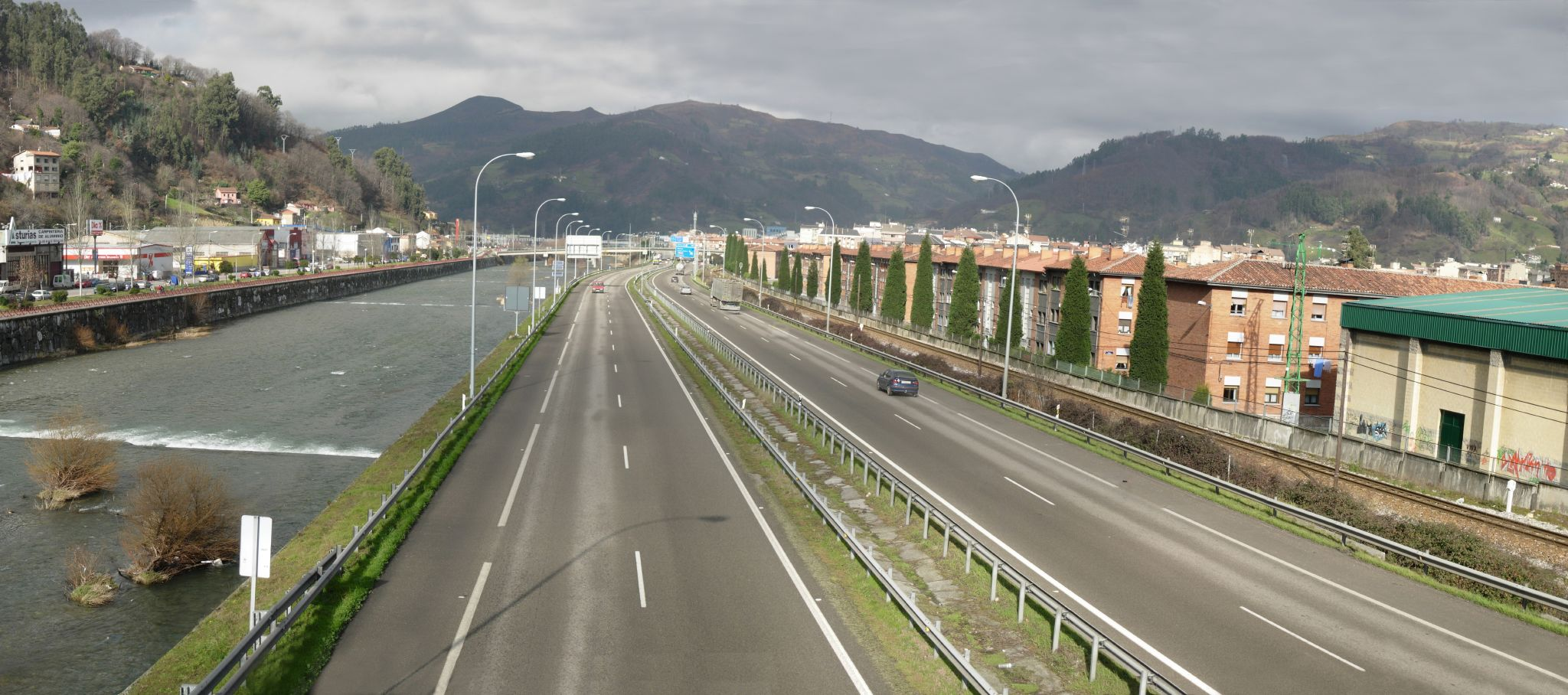
La A-66 vista desde un puente peatonal de la localidad de Mieres, en Asturias.

### Tramo Gijón-Campomanes
| Gijón (Intersección con ) - Campomanes (Intersección con ) | Gijón (Intersección con ) - Campomanes (Intersección con ) | Gijón (Intersección con ) - Campomanes (Intersección con ) | Gijón (Intersección con ) - Campomanes (Intersección con ) |
| Número de Salida                                           | Esquema                                                    | Nombre de Salida | Carretera que enlaza                                       |
| ---------------------------------------------------------- | ---------------------------------------------------------- | --- | ---------------------------------------------------------- |
|                                                            |                                                            | Autopista «Acceso Sur de Gijón» - GJ-81 Gijón - El Musel - Plaza del Humedal (kilómetro 0) | GJ-81 GJ-10                                                |
| 4                                                          |                                                            | Ronda Sur de Gijón - Autovía del Cantábrico A-8 Gijón (Ronda, Polígonos Industriales, Recinto Ferial FIDMA) - Santander - AS-I y AS-II *Salida en el tramo conjunto de la A-8 y A-66, no en la propia A-66, pero sí en su recorrido. | A-8 E-70 AS-I AS-II                                        |
| 12                                                         |                                                            | Avilés - La Coruña-Aeropuerto | A-8 E-70                                                   |
| 19                                                         |                                                            | Vía de servicio |                                                            |
| 22                                                         |                                                            | Lugones Posada de Llanera Langreo | AS-381 AS-17 AS-117                                        |
| 24                                                         |                                                            | Pola de Siero - Parque Principado-Santander | A-64                                                       |
| 25S                                                        |                                                            | Oviedo | O-14                                                       |
|                                                            |                                                            | Viaducto del Espíritu Santo |                                                            |
| 26N                                                        |                                                            | Pola de Siero - Parque Principado-Santander | A-64                                                       |
| 27N                                                        |                                                            | Oviedo - Colloto | N-634                                                      |
| 29                                                         |                                                            | Oviedo (Ronda Sureste) | O-11                                                       |
|                                                            |                                                            | Túnel Ángel Uriel 300m |                                                            |
|                                                            |                                                            | Viaducto de la Bolgachina |                                                            |
| 31                                                         |                                                            | Oviedo (Plaza de Castilla) | N-630                                                      |
|                                                            |                                                            | Viaducto del Cueto |                                                            |
| 32                                                         |                                                            | Grado-La Espina | A-63                                                       |
| 35S                                                        |                                                            | La Manjoya-Bueño-El Caleyo | N-630                                                      |
| 36N                                                        |                                                            | Soto de Ribera-Morcín | N-630                                                      |
|                                                            |                                                            | Viaducto de Soto del Rey 300m |                                                            |
|                                                            |                                                            | Viaducto del Río Nalón |                                                            |
| 40                                                         |                                                            | Olloniego Manzaneda Anieves | AS-375 AS-116 AS-244a                                      |
|                                                            |                                                            | Túnel del Padrún 1782m |                                                            |
| 44S                                                        |                                                            | Padrún-Cardeo-Ablaña | N-630                                                      |
| 46S-47N                                                    |                                                            | Gijón-Langreo-Mieres | AS-I AS-269                                                |
| 48                                                         |                                                            | Mieres (Centro)-Langreo Cardeo-Ablaña El Padrún | AS-269 N-630 AS-375                                        |
| 50                                                         |                                                            | Mieres (Sur)-Figaredo-Polígono industrial-Centro comercial hospital | AS-375                                                     |
| 54                                                         |                                                            | Ujo Moreda-Santa Cruz Turón | MI-3 AS-112 AS-375                                         |
|                                                            |                                                            | Viaducto del Río Aller |                                                            |
| 57                                                         |                                                            | Vía de Servicio |                                                            |
| 59                                                         |                                                            | Pola de Lena (Centro Urbano) Riosa | AS-375 AS-230 AS-231                                       |
|                                                            |                                                            | Viaducto del Río Lena |                                                            |
| 61N                                                        |                                                            | Pola de Lena | AS-375                                                     |
|                                                            |                                                            | Viaducto del Río Lena |                                                            |
| 64N                                                        |                                                            | Campomanes-Vega de Rey | AS-375                                                     |
| 64S                                                        |                                                            | Campomanes-León-Puerto de Pajares-Estación invernal Valgrande-Pajares Benavente-Madrid | N-630 AP-66                                                |
|                                                            |                                                            | Continúa por AP-66 | AP-66                                                      |

### Tramo León-Benavente
| León (Intersección con ) - Benavente (Intersección con ) | León (Intersección con ) - Benavente (Intersección con )            | León (Intersección con ) - Benavente (Intersección con ) |
| Número de Salida                                         | Nombre de Salida                                                    | Carretera que enlaza                                     |
| -------------------------------------------------------- | ------------------------------------------------------------------- | -------------------------------------------------------- |
|                                                          | La Virgen del Camino continúa en dirección Gijón por AP-66          | AP-66                                                    |
| 143                                                      | León-Astorga-Aeropuerto-La Virgen del Camino Astorga-La Coruña León | N-120 AP-71 LE-30                                        |
| 149                                                      | Santa María del Páramo-La Bañeza                                    | CL-622                                                   |
|                                                          | Viaducto de Oncina 260m                                             |                                                          |
| 152                                                      | León- Oviedo - Gijón por Puerto de Pajares Burgos                   | N-630 A-231                                              |
|                                                          | Viaducto del Valle 245m                                             |                                                          |
|                                                          | Viaducto del Reguero 170m                                           |                                                          |
| 160                                                      | Valdevimbre-Ardón                                                   | N-630                                                    |
|                                                          | Viaducto de Prado 410m                                              |                                                          |
|                                                          | Área de descanso                                                    |                                                          |
|                                                          | Viaducto de Fontecha 470m                                           |                                                          |
|                                                          | Viaducto de Priores 260m                                            |                                                          |
| 172                                                      | Villamañán-Valencia de Don Juan-Santa María del Páramo              | CL-621                                                   |
|                                                          | Viaducto del Arroyo de Cañalizo                                     |                                                          |
| 182                                                      | Toral de los Guzmanes                                               | N-630                                                    |
| 194                                                      | Villaquejida-La Antigua-Valderas                                    | LE-412                                                   |
|                                                          | Área de descanso                                                    |                                                          |
|                                                          | Provincia de León / Provincia de Zamora                             |                                                          |
|                                                          | Viaducto del Arroyo del Reguero                                     |                                                          |
| 202                                                      | Benavente-Madrid-Zamora Puebla de Sanabria-Orense-Vigo              | A-6 A-52                                                 |
|                                                          | A-6                                                                 | Continua por A-6                                         |

### Tramo Benavente-Salamanca
| Benavente (Intersección con ) - Salamanca (Intersección con ) | Benavente (Intersección con ) - Salamanca (Intersección con )                                                          | Benavente (Intersección con ) - Salamanca (Intersección con ) |
| Número de Salida                                              | Nombre de Salida | Carretera que enlaza                                          |
| ------------------------------------------------------------- | --- | ------------------------------------------------------------- |
|                                                               | A-6 | Continua por A-6                                              |
| 218                                                           | Tordesillas - Madrid - Benavente - La Coruña Puebla de Sanabria - Orense - Vigo León - Oviedo Castrogonzalo - Palencia | A-6 A-52 A-66 N-610                                           |
| 228                                                           | Santovenia del Esla - Villaveza del Agua                                                                               | N-630                                                         |
| 232                                                           | Santovenia del Esla Bretó Área de descanso                                                                             | N-630 ZA-100                                                  |
| 238                                                           | Granja de Moreruela Faramontanos de Tábara                                                                             | N-630 ZA-123                                                  |
| 241                                                           | "Área de Servicio de Granja de Moreruela"                                                                              |                                                               |
| 245                                                           | Riego del Camino Manganeses de la Lampreana                                                                            | ZA-714                                                        |
| 250                                                           | Fontanillas de Castro                                                                                                  | N-630                                                         |
| 255                                                           | Puebla de Sanabria - Orense San Cebrián de Castro                                                                      | N-631 N-630                                                   |
| 261                                                           | Montamarta | N-630                                                         |
| 264                                                           | Área de descanso |                                                               |
| 268                                                           | Roales del Pan - Valcabado                                                                                             | N-630                                                         |
| 271                                                           | Zamora (norte) - Alcañices - Braganza (Portugal)                                                                       | A-11 E-82                                                     |
| 275                                                           | Zamora - Monfarracinos - Villalpando                                                                                   | CL-612                                                        |
| 276                                                           | Zamora (este) Tordesillas - Valladolid - Madrid Coreses - Fresno de la Ribera                                          | ZA-12 A-11 E-82 N-122                                         |
|                                                               | Viaducto del Río Valderaduey                                                                                           |                                                               |
|                                                               | Viaducto del Río Duero                                                                                                 |                                                               |
| 280                                                           | Zamora (centro) - Fuentesaúco Moraleja del Vino                                                                        | CL-605 ZA-610                                                 |
| 285N                                                          | Zamora (sur) Morales del Vino                                                                                          | ZA-13 N-630                                                   |
| 289                                                           | Morales del Vino - Peleas de Abajo - Cazurra - El Perdigón                                                             | N-630                                                         |
| 294                                                           | Corrales del Vino | N-630                                                         |
| 300S                                                          | Área de descanso |                                                               |
| 306                                                           | El Cubo de la Tierra del Vino Villamor de los Escuderos - Fuentesaúco                                                  | N-630 ZA-602                                                  |
|                                                               | Provincia de Salamanca / Provincia de Zamora                                                                           |                                                               |
| 310N                                                          | Área de descanso |                                                               |
|                                                               | Viaducto de Ribera de Izcala                                                                                           |                                                               |
|                                                               | Viaducto de Ribera de Huelmos                                                                                          |                                                               |
| 322                                                           | Centro penitenciario "Topas"                                                                                           |                                                               |
| 322                                                           | La Vellés |                                                               |
| 326                                                           | Calzada de Valdunciel                                                                                                  |                                                               |
| 326                                                           | Valdunciel |                                                               |
|                                                               | Viaducto Arroyo de la Encina 200m                                                                                      |                                                               |
| 332N                                                          | Castellanos de Villiquera                                                                                              |                                                               |
| 332S                                                          | Aldeaseca de la Armuña                                                                                                 |                                                               |
| 336 (Sentido Sevilla)                                         | Salamanca |                                                               |
| 336 (Sentido Sevilla)                                         | Tordesillas - Valladolid - Portugal                                                                                    |                                                               |
| 336 (Sentido Sevilla)                                         | Cáceres |                                                               |
|                                                               | | Continua por                                                  |

### Tramo Salamanca - Plasencia
| Salamanca (Intersección con ) - Plasencia (Intersección con / )                   | Salamanca (Intersección con ) - Plasencia (Intersección con / )       | Salamanca (Intersección con ) - Plasencia (Intersección con / )                                | Salamanca (Intersección con ) - Plasencia (Intersección con / ) |
| Número de Salida                                                                  | Esquema                                                               | Nombre de Salida                                                                               | Carretera que enlaza                                            |
| --------------------------------------------------------------------------------- | --------------------------------------------------------------------- | ---------------------------------------------------------------------------------------------- | --------------------------------------------------------------- |
| 340 (Sentido Zamora-Gijón por glorieta) (Sentido Cáceres-Sevilla por bifurcación) |                                                                       | Valladolid - Portugal - Ciudad Rodrigo                                                         |                                                                 |
| 340 (Sentido Zamora-Gijón por glorieta) (Sentido Cáceres-Sevilla por bifurcación) | Zamora                                                                |                                                                                                |                                                                 |
| 340 (Sentido Zamora-Gijón por glorieta) (Sentido Cáceres-Sevilla por bifurcación) | Salamanca - Recinto ferial                                            |                                                                                                |                                                                 |
| 340 (Sentido Zamora-Gijón por glorieta) (Sentido Cáceres-Sevilla por bifurcación) | Centro logístico CyLoG - Doñinos de Salamanca - Vitigudino - Portugal |                                                                                                |                                                                 |
| 343S                                                                              |                                                                       | Ávila - Madrid - Aeropuerto                                                                    |                                                                 |
| 343S                                                                              | Salamanca - Aldeatejada                                               |                                                                                                |                                                                 |
| 346N                                                                              |                                                                       | Salamanca (sur)                                                                                |                                                                 |
| 346N                                                                              | Ávila - Madrid - Aeropuerto                                           |                                                                                                |                                                                 |
| 348                                                                               |                                                                       | Arapiles                                                                                       |                                                                 |
| 348                                                                               | Miranda de Azán                                                       |                                                                                                |                                                                 |
| 348                                                                               |                                                                       |                                                                                                |                                                                 |
| 352                                                                               |                                                                       | Mozárbez                                                                                       |                                                                 |
|                                                                                   |                                                                       | Alto de Cuatro Calzadas 990m                                                                   |                                                                 |
| 360                                                                               |                                                                       | Martinamor                                                                                     |                                                                 |
| 363                                                                               |                                                                       | Beleña - Buenavista                                                                            |                                                                 |
| 371                                                                               |                                                                       | Pedrosillo de los Aires                                                                        |                                                                 |
| 371                                                                               | Sieteiglesias de Tormes - Alba de Tormes - Fresno Alhándiga           |                                                                                                |                                                                 |
| 375                                                                               |                                                                       | La Maya - Galinduste - Embalse de Santa Teresa                                                 |                                                                 |
| 380                                                                               |                                                                       | Montejo                                                                                        |                                                                 |
| 387                                                                               |                                                                       | Guijuelo (norte)                                                                               |                                                                 |
| 387                                                                               | Aldeavieja de Tormes                                                  |                                                                                                |                                                                 |
| 387                                                                               | Cespedosa de Tormes                                                   |                                                                                                |                                                                 |
| 393                                                                               |                                                                       | Guijuelo (sur)                                                                                 |                                                                 |
| 393                                                                               | Vía de Servicio - Guijo de Ávila                                      |                                                                                                |                                                                 |
| 396                                                                               |                                                                       | Fuentes de Béjar                                                                               |                                                                 |
| 396                                                                               | Cabeza de Béjar                                                       |                                                                                                |                                                                 |
| 396                                                                               |                                                                       |                                                                                                |                                                                 |
| 398S                                                                              |                                                                       | Nava de Béjar                                                                                  |                                                                 |
| 398S                                                                              | Ledrada                                                               |                                                                                                |                                                                 |
| 400N                                                                              |                                                                       | Nava de Béjar                                                                                  |                                                                 |
| 400N                                                                              | Ledrada                                                               |                                                                                                |                                                                 |
| 402                                                                               |                                                                       | Sorihuela                                                                                      |                                                                 |
| 404                                                                               |                                                                       | Sorihuela - Piedrahíta                                                                         |                                                                 |
| 404                                                                               | Fresnedoso                                                            |                                                                                                |                                                                 |
|                                                                                   |                                                                       | Puerto de Vallejera 1186m                                                                      |                                                                 |
| 408                                                                               |                                                                       | Vallejera de Riofrío                                                                           |                                                                 |
| 408                                                                               | El Barco de Ávila - La Covatilla                                      |                                                                                                |                                                                 |
| 410                                                                               |                                                                       | Béjar (norte)                                                                                  |                                                                 |
| 410                                                                               | Valdesangil                                                           |                                                                                                |                                                                 |
| 414                                                                               |                                                                       | Béjar (oeste) - Ciudad Rodrigo                                                                 |                                                                 |
|                                                                                   |                                                                       | Viaductos del Río Cuerpo de Hombre (o Viaductos de Béjar) Longitud: 580m - Altura Media 73,41m |                                                                 |
| 417                                                                               |                                                                       | Béjar (sur) - Cantagallo                                                                       |                                                                 |
|                                                                                   |                                                                       | Viaductos de Puerto de Béjar Longitud: 354m - Altura Máxima 36,31m                             |                                                                 |
| 424                                                                               |                                                                       | Puerto de Béjar                                                                                |                                                                 |
| 424                                                                               | Peñacaballera                                                         |                                                                                                |                                                                 |
|                                                                                   |                                                                       | Puerto de Béjar 924m                                                                           |                                                                 |
|                                                                                   |                                                                       | Provincia de Cáceres EXTREMADURA / Provincia de Salamanca CASTILLA Y LEÓN                      |                                                                 |
| 427                                                                               |                                                                       | Baños de Montemayor                                                                            |                                                                 |
| 436                                                                               |                                                                       | Aldeanueva del Camino - Baños de Montemayor                                                    |                                                                 |
| 436                                                                               | Hervás                                                                |                                                                                                |                                                                 |
| 442                                                                               |                                                                       | La Granja Villanueva de la Sierra                                                              |                                                                 |
| 442                                                                               |                                                                       |                                                                                                |                                                                 |
| 446                                                                               |                                                                       | Casas del Monte                                                                                | CC-218                                                          |
| 446                                                                               | Zarza de Granadilla                                                   | CC-215                                                                                         |                                                                 |
| 446                                                                               |                                                                       |                                                                                                |                                                                 |
| 449                                                                               |                                                                       | Jarilla                                                                                        | CC-214                                                          |
| 449                                                                               | Vía de servicio                                                       |                                                                                                |                                                                 |
| 455                                                                               |                                                                       | Villar de Plasencia                                                                            | CC-213                                                          |
| 455                                                                               | Guijo de Granadilla                                                   | CC-211                                                                                         |                                                                 |
| 455                                                                               |                                                                       |                                                                                                |                                                                 |
| 463                                                                               |                                                                       | Oliva de Plasencia                                                                             | CC-206                                                          |
| 463                                                                               |                                                                       |                                                                                                |                                                                 |
| 471                                                                               |                                                                       | Plasencia (centro ciudad) (polígono) Carcaboso Pozuelo de Zarzón                               |                                                                 |
| 479                                                                               |                                                                       | Plasencia (polígono) Navalmoral de la Mata - Portugal Ronda Sur de Plasencia                   |                                                                 |

### Tramo Plasencia - Mérida
| Plasencia (Intersección con / ) - Mérida (Intersección con ) | Plasencia (Intersección con / ) - Mérida (Intersección con ) | Plasencia (Intersección con / ) - Mérida (Intersección con )                                         | Plasencia (Intersección con / ) - Mérida (Intersección con ) |
| Número de Salida                                             | Esquema                                                      | Nombre de Salida                                                                                     | Carretera que enlaza                                         |
| ------------------------------------------------------------ | ------------------------------------------------------------ | --- | ------------------------------------------------------------ |
| 479                                                          |                                                              | Plasencia (polígono) Navalmoral de la Mata - Portugal Ronda Sur de Plasencia                         |                                                              |
| 485N (Sentido Gijón)                                         |                                                              | Vía de servicio                                                                                      | N-630                                                        |
| 488S-489N                                                    |                                                              | |                                                              |
| Riolobos                                                     | CC-163                                                       | |                                                              |
| Mirabel                                                      | CC-226                                                       | |                                                              |
| 494S-495N                                                    |                                                              | Vía de servicio (Área de servicio "Venta el caldero")                                                |                                                              |
| 498S (Sentido Sevilla)                                       |                                                              | Grimaldo                                                                                             |                                                              |
|                                                              |                                                              | Puerto de los Castaños 471m                                                                          |                                                              |
| 503S-505N                                                    |                                                              | Grimaldo                                                                                             |                                                              |
| 503S-505N                                                    | Casas de Millán                                              | |                                                              |
| 503S-505N                                                    | Torrejoncillo Coria                                          | |                                                              |
| 508                                                          |                                                              | Cañaveral                                                                                            |                                                              |
| 514                                                          |                                                              | Vía de servicio ENTRADA/SALIDA CERRADA (Futura Área de servicio de Cañaveral) En licitación de obras |                                                              |
| 523                                                          |                                                              | Hinojal                                                                                              | EX-373                                                       |
| 528                                                          |                                                              | Santiago del Campo                                                                                   |                                                              |
| 539                                                          |                                                              | Casar de Cáceres                                                                                     |                                                              |
| 542                                                          |                                                              | Casar de Cáceres                                                                                     |                                                              |
| 542                                                          | Trujillo                                                     | |                                                              |
| 542                                                          | Ronda Norte de Cáceres                                       | |                                                              |
| 545                                                          |                                                              | Cáceres norte Polígono industrial Las Capellanías                                                    | CC-11                                                        |
| 545                                                          | Polígono industrial del Casar de Cáceres                     | |                                                              |
| 547                                                          |                                                              | Vía de servicio ENTRADA/SALIDA CERRADA (Futura Área de servicio de Cáceres) En licitación de obras   |                                                              |
| 551                                                          |                                                              | Cáceres centro                                                                                       | CC-21                                                        |
| 551                                                          | Portugal Malpartida de Cáceres Polígono industrial           | |                                                              |
| 555                                                          |                                                              | Badajoz                                                                                              |                                                              |
| 555                                                          | Cáceres suroeste Aldea Moret (polígono industrial)           | EX-100                                                                                               |                                                              |
| 564                                                          |                                                              | Cáceres sur Valdesalor Recinto ferial C. T. Cáceres (Centro militar)                                 |                                                              |
| 576                                                          |                                                              | Aldea del Cano                                                                                       | CC-336                                                       |
| 582                                                          |                                                              | Casas de Don Antonio                                                                                 |                                                              |
| 582                                                          | Rincón de Ballesteros                                        | |                                                              |
| 590                                                          |                                                              | Cruce de las Herrerías                                                                               |                                                              |
| 590                                                          | Alcuéscar Montánchez                                         | EX-382                                                                                               |                                                              |
| 590                                                          | Carmonita                                                    | CC-339                                                                                               |                                                              |
| 592N (Sentido Gijón)                                         |                                                              | Carmonita                                                                                            | CC-339                                                       |
|                                                              |                                                              | Provincia de Badajoz Provincia de Cáceres                                                            |                                                              |
| 606                                                          |                                                              | Aljucén El Carrascalejo                                                                              |                                                              |
| 606                                                          | La Nava de Santiago                                          | EX-214                                                                                               |                                                              |
| 613                                                          |                                                              | Mirandilla Embalse de Proserpina                                                                     | BA-091                                                       |
| 613                                                          |                                                              | |                                                              |
| 617S (Sentido Sevilla)                                       |                                                              | Sevilla                                                                                              |                                                              |
| 617S (Sentido Sevilla)                                       | Mérida                                                       | |                                                              |
| 617S (Sentido Sevilla)                                       | Madrid                                                       | |                                                              |
| 617N (Sentido Gijón)                                         |                                                              | Mérida Av de Cáceres                                                                                 |                                                              |
| A-5 338 (Sentido Gijón)                                      |                                                              | Mérida Cáceres                                                                                       |                                                              |
|                                                              |                                                              | Continua por                                                                                         |                                                              |

### Tramo Mérida - Sevilla
| Mérida (Intersección con ) - Sevilla (Continuación por ) | Mérida (Intersección con ) - Sevilla (Continuación por ) | Mérida (Intersección con ) - Sevilla (Continuación por ) |
| Número de Salida                                         | Nombre de Salida | Carretera que enlaza                                     |
| -------------------------------------------------------- | --- | -------------------------------------------------------- |
|                                                          | Continúa por A-5 E-90 | A-5 E-90                                                 |
| 625 (Sentido Gijón)                                      | Madrid - Badajoz - Portugal Cáceres - Mérida - Salamanca | A-5 E-90 A-66 E-803                                      |
| 626S                                                     | Mérida (oeste) - Calamonte | N-630                                                    |
| 626N                                                     | Mérida (oeste) | N-630                                                    |
| 627N                                                     | Calamonte | BA-038                                                   |
| 630                                                      | Vía de servicio | N-630                                                    |
| 636                                                      | Torremejía Alange - Don Benito | N-630 EX-105                                             |
| 641                                                      | Torremejía (sur) | N-630                                                    |
| 645                                                      | ENTRADA/SALIDA CERRADA Futura Área de Servicio de Almendralejo (obras licitadas) |                                                          |
| 648                                                      | Almendralejo (norte) Circunvalación oeste | N-630 EX-359                                             |
| 650N-652S                                                | Almendralejo Plaza del Vendimiador | EX-212                                                   |
| 654                                                      | Almendralejo (sur) | N-630                                                    |
| 657                                                      | Vía de servicio | N-630                                                    |
| 659S                                                     | Villafranca de los Barros (norte) | N-630                                                    |
| 662S                                                     | Villafranca de los Barros (norte) - Aceuchal | BA-002                                                   |
| 666                                                      | Villafranca de los Barros (oeste) Fuente del Maestre | N-630 EX-360                                             |
| 670                                                      | Villafranca de los Barros (sur) | N-630                                                    |
| 675S                                                     | Los Santos de Maimona Zafra Hinojosa del Valle | N-630 EX-101 BA-131                                      |
| 677N                                                     | Los Santos de Maimona - Hinojosa del Valle | BA-131                                                   |
| 680                                                      | Vía de servicio ENTRADA/SALIDA CERRADA (Futura Área de servicio de Calzadilla de los Barros) |                                                          |
| 682                                                      | Los Santos de Maimona (sur) | N-630                                                    |
| 684                                                      | Badajoz - Zafra - Córdoba | N-432 N-630                                              |
| 687S                                                     | Medina de las Torres | N-630 BA-069                                             |
| 694                                                      | Calzadilla de los Barros | N-630                                                    |
| 700S                                                     | Fuente de Cantos Bienvenida Llerena Montemolín | N-630 EX-202 BA-068 BA-067                               |
| 704S                                                     | Fuente de Cantos sur | N-630                                                    |
| 704N                                                     | Fuente de Cantos Bienvenida Llerena Montemolín | N-630 EX-202 BA-068 BA-067                               |
| 715                                                      | Montemolín | N-630 BA-094                                             |
| 719S                                                     | Monesterio (norte) | N-630                                                    |
| 722                                                      | Monesterio (sur) Calera de León - Pallares - Llerena | N-630 EX-103                                             |
| 730                                                      | Venta del Culebrín | N-630 EX-318                                             |
|                                                          | Provincia de Huelva ANDALUCÍA / Provincia de Badajoz EXTREMADURA |                                                          |
| 741                                                      | Cala | N-630 A-461                                              |
| 745                                                      | Santa Olalla del Cala (norte) | N-630                                                    |
| 747                                                      | Santa Olalla del Cala (sur) Zufre El Real de la Jara Almadén | N-630 A-461 A-5301 HU-9116                               |
|                                                          | Provincia de Sevilla / Provincia de Huelva |                                                          |
| 765                                                      | Almadén de la Plata | N-630 A-8175                                             |
| 768S                                                     | El Ronquillo | N-630                                                    |
| 771N                                                     | El Ronquillo | N-630                                                    |
|                                                          | Túnel de la Media Fanega 800m |                                                          |
|                                                          | Túnel de la Media Fanega 180m |                                                          |
| 782                                                      | Venta del Alto Aracena - Portugal | N-630 N-433                                              |
| 787                                                      | ENTRADA/SALIDA CERRADA Futura Área de servicio de Guillena (obras adjudicadas) |                                                          |
| 790                                                      | Las Pajanosas Guillena | N-630 SE-3411                                            |
| 795                                                      | Gerena | N-630 A-477                                              |
| 798                                                      | Guillena | N-630 A-460                                              |
| 805                                                      | Itálica La Algaba | N-630 A-8079                                             |
| 808                                                      | Santiponce | N-630                                                    |
| 809                                                      | Continúa por Circunvalación de Sevilla SE-30 Sevilla Córdoba - Bailén - Manzanares - Ocaña - Madrid Jerez de la Frontera - Cádiz - Algeciras Ayamonte - Huelva - Faro (Portugal) Antequera - Granada - Guadix - Almería | SE-30 A-4 A-49 A-92                                      |
|                                                          | Continúa por SE-30 hasta la salida 9-8 (enlace con A-4 ) | SE-30                                                    |